# Distretto di Khatirchi
Il distretto di Khatirchi (usbeco Xatirchi) è uno degli 8 distretti della Regione di Navoiy, in Uzbekistan. Il capoluogo è Yangirabad.